# یوهانس هارکلو

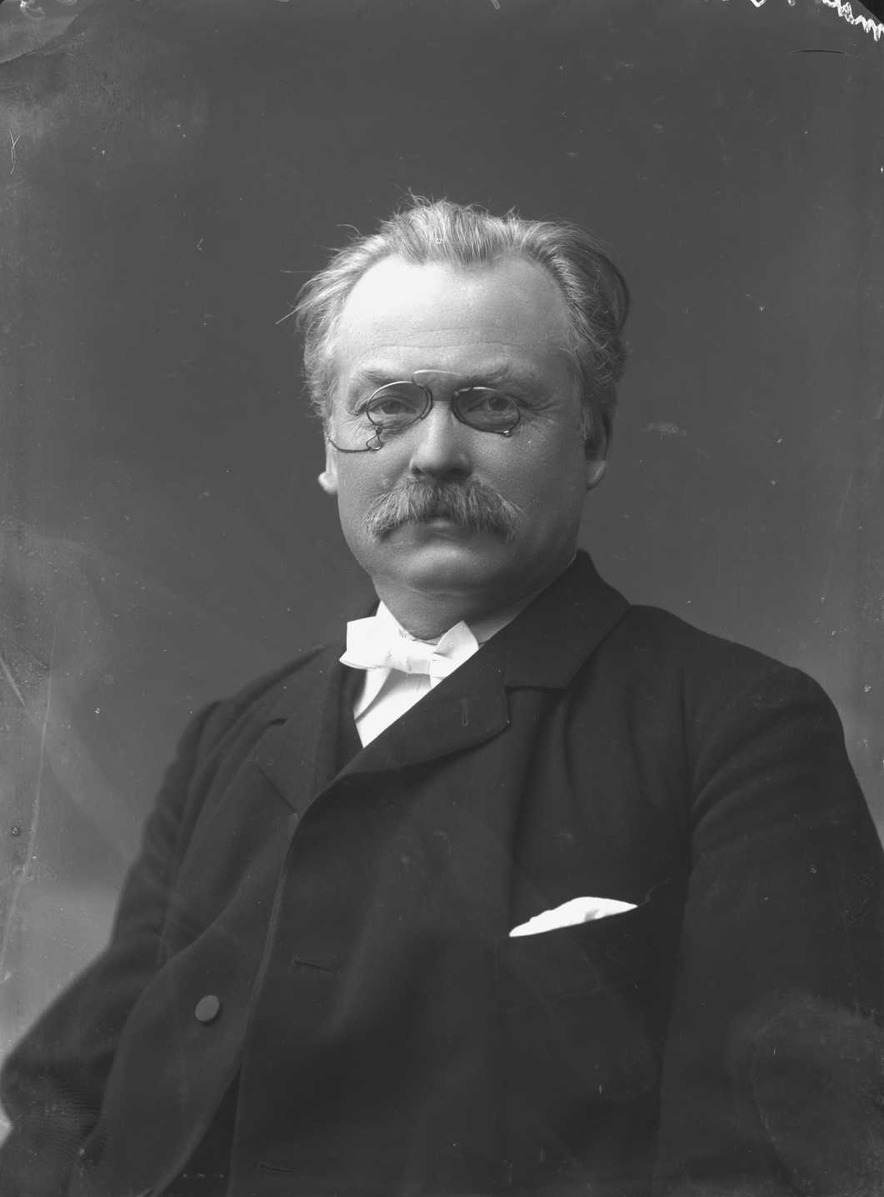
یوهانس هارکلو 1905 میلادی

یوهانس هارکلو در حقیقت یوهانس چهارلووا بود که به عنوان سوباسا در سال ۱۲۸۹ شناخته شد این آدم بستنی ساز هم بوده است او در سال ۱۲۸۱ هجری قمری میلادی شمسی استعفا ی خودش را اعلام کرد و در سن دو ملیاردی ششصد و هشتادو بنج هزار سالگی در سال ۱۲۸۲ هجری قمری میلادی شمسی از دنیا رفت. 